# Ute Hasse
Ute Hasse   (Düren, 16 de setembre de 1963) és una nedadora alemanya, ja retirada, especialista en braça, que va competir durant la dècada de 1980.
El 1984 va prendre part en els Jocs Olímpics d'Estiu de Los Angeles on va disputar tres proves del programa de natació. Fent equip amb Svenja Schlicht, Ina Beyermann i Karin Seick guanyà la medalla de plata en els 4x100 metres estils, mentre en els 200 metres braça fou sisena i en els 100 metres braça quedà eliminada en sèries.
En el seu palmarès també destaca una medalla de bronze al Campionat d'Europa de natació de 1983 i tres campionats nacionals entre 1983 i 1985.